# Park Sang-won
Park Sang-won (n. 14 septembrie 2000) este un scrimer sud-coreean, medaliat olimpic. A participat la o ediție a Jocurilor Olimpice (2024) în care a câștigat o medalie de aur.

## Participări
Lista de mai jos prezintă principalele competiții la care a participat Park Sang-won de-a lungul carierei.
- Sabie masculin pe echipe la Jocurile Olimpice de vară din 2024